# 星野千壽子
星野千壽子（日语：／ Hoshino Chizuko，1970年6月21日—），日本女性配音員。Production BAOBAB所屬。出身於東京都。身高161cm。O型血。

## 來歷
BAOBAB學園第7期畢業。曾隸屬於劇團雙六（2011年1月10日退團）。

## 人物
音域：女高音。作為配音員，活躍於動畫、遊戲、外語配音等領域。
特長：爵士舞。興趣：攝影、部落格。資格：珠算3級、書道4級。
喜歡的單詞「生態」。

## 演出

### 電視動畫
- 蠟筆小新（1993年—，雞眼阿銀〈第2代〉[7]、顧客C）
- Bamboo Bears（1997年，Junior）
- 下級生（1999年，橘真由美）
- To Heart（1999年，神岸明的母親）
- （1999年）
- 幻想魔傳 最遊記（2000年，小黑）
- The Big O（2000年）
- 超能奇兵（2001年，女警、大嬸、農婦）
- 我們這一家（2004年—2005年，阿姨、女性A）
- Happiness！（2006年，小日向音羽、比薩姆）
- 名偵探柯南（2009年—2012年，川相晴華、鏡堂桃枝）
- FORTUNE ARTERIAL -赤之約束-（2010年，修女天池）

### 電影動畫
- 蠟筆小新：爆發！溫泉激烈大決戰（1999年，阿銀）
- 蠟筆小新：風起雲湧的叢林冒險（2000年，阿銀）
- 蠟筆小新：怒吼吧！春日部野生王國（2009年，雞眼阿銀）
- 蠟筆小新：功夫小子 ～拉麵大亂鬥～（2018年，雞眼阿銀）
- 蠟筆小新：激戰！塗鴉王國與差不多四勇者（2020年，雞眼阿銀）
- 蠟筆小新：我們的恐龍日記（2024年，雞眼阿銀）

### OVA
- 湘南純愛組！（1994年，女子A）
- 麵包超人 邊唱邊玩吧♪幼兒園很有趣（1999年，佐佐木結子、大下花子）
- 同級生2 Special 畢業生（1999年，洋介的女朋友）

### 遊戲
1996年
- 下級生（橘真由美）[注 1]
- YU-NO 在這世界盡頭詠唱愛的少女（有馬惠子）[注 1]
- 龍機傳承（斯魯巴尼亞·巴爾法德）

1998年
- 大盜五右衛門 綾繁一家的黑影（日语：がんばれゴエモン〜来るなら恋! 綾繁一家の黒い影〜）（戴奇、綾繁的母親、綾繁波恩）
- 大盜五右衛門 道中除妖記（日语：がんばれゴエモン〜でろでろ道中 オバケてんこ盛り〜）

1999年
- 勁舞魔法氣泡 -featuring ELLENA System-（日语：ぷよぷよDA! -featuring ELLENA System-）（露露（日语：ルルー (魔導物語)））
- 魔法氣泡～N（日语：ぷよぷよ〜ん）（露露、龍）
- 瑪麗亞2 受孕公告之謎（日语：マリア2 受胎告知の謎）（櫻澤比奈子）

2000年
- 來玩麻雀吧！2（早見明菜）
- 龍機傳承3 ～黃昏被引導的人們～（米詩堤、神龍之女神）

2003年
- 青涙（日语：青い涙 (ゲーム)）（柏木惠）

2005年
- 廢車浪漫大活劇Bumpy Trot（蘿絲瑪莉）

2006年
- We Are*（稻敷雪枝）
- 蠟筆小新：最強家族春日部之王Wii（日语：クレヨンしんちゃん 最強家族カスカベキング うぃ〜）（雞眼阿銀）
- 蠟筆小新：驚奇園地的傳說大絕戰！（日语：クレヨンしんちゃん 伝説を呼ぶ オマケの都ショックガーン!）（雞眼阿銀）
- Muv-Luv全年齡版（月詠真那）
- Muv-Luv Alternative全年齡版（月詠真那）

2007年
- QUILT ～夢想與戀愛的禮服～（日语：きると）（艾娜）
- 蠟筆小新DS：呼風喚雨的蠟筆大作戰！（日语：クレヨンしんちゃんDS 嵐を呼ぶ ぬってクレヨ〜ン大作戦!）
- 熱帶低氣壓少女（日语：熱帯低気圧少女）（晴瑠夜天音）
- Happiness！De：Lucks（小日向音羽、比薩姆）

2011年
- 蠟筆小新：宇宙功夫!? 友情的笨蛋空手道!!（日语：クレヨンしんちゃん 宇宙DEアチョー!? 友情のおバカラテ!!）
- 真恐怖驚魂夜 第11名訪問者（赤城惠美）

2014年
- 蠟筆小新：呼風喚雨春日部電影明星！（日语：クレヨンしんちゃん 嵐を呼ぶ カスカベ映画スターズ!）（雞眼阿銀）
- Muv-Luv Alternative Total Eclipse（月詠真那）[注 2]

### 廣播劇CD
- 下級生 Radio Avenue（橘真由美）
- 魅力（護士）
- G Fantasy漫畫 CD精選 最遊記（翼）
- 櫻花大戰 第四期 廣播劇CD系列3 香榭麗舍的怪人?!（隨行婦人A）
- 同級生 戀愛專科（男學生）
- 同級生 戀愛專科2（女學生、田徑社社員）
- 都立魔法學園（梅拉米）
- Happiness！ 廣播劇CD 雪的情人節（小日向音羽）
- （西山麗子）

### 外語配音

#### 電影
- 迷途美國（英语：American Strays）
- 超速快感
- 失戀排行榜 ※VHS、DVD版。
- 極度冒險 ※VHS版。
- 風情媽咪俏女兒（英语：Mermaids (1990 film)） ※東京電視台版。
- 摩登大聖 ※日本電視台版。

#### 電視影集
- 楊家將（女官）

### 舞台
- I'm Sorry
- Only You
- 幼稚園公主
- 鯉魚的騷動
- 丹青之井茶碗
- TOKYO SUKACHARA STORY
- 螢

## 腳註

## 外部連結
- 星野千壽子｜Production BAOBAB （日語）
- （日語）—星野千壽子的官方個人部落格。